# După-amiază obișnuită
După-amiază obișnuită este un film de scurt metraj românesc din 1968 regizat de Dan Pița.  